# Innocenty (Petrow)
Innocenty, imię świeckie Iwan Stojanow Petrow (ur. 28 sierpnia 1963 w Jambole) – bułgarski biskup prawosławny.

## Życiorys
Ukończył Akademię Duchowną im. Klemensa z Ochrydy w Sofii, następnie został mnichem i służył w metropolii starozagorskiej. W latach 1990–1992 studiował podyplomowo na Moskiewskiej Akademii Duchownej.
Innocenty był jednym z przywódców rozłamu w Bułgarskim Kościele Prawosławnym (Synod alternatywny). W 1994 został w nim wyświęcony na biskupa. W niekanonicznej Cerkwi był ordynariuszem eparchii sofijskiej z godnością metropolity. W 1998 złożył akt pokutny i został powtórnie przyjęty do Bułgarskiego Kościoła Prawosławnego jako biskup krupniski. Następnie biskup Innocenty wycofał się ze swojej decyzji i ponownie zaczął działać w Synodzie alternatywnym. Gdy w 1999 zmarł niekanoniczny patriarcha Bułgarii Pimen, Innocenty stanął na czele Synodu.
26 listopada 2012, krótko po śmierci patriarchy Bułgarii Maksyma, Innocenty ponownie zadeklarował chęć powrotu do kanonicznego Kościoła. Po raz drugi został przyjęty jako biskup, otrzymując tytuł biskupa krupniskiego. Od grudnia 2012 jest biskupem pomocniczym metropolii starozagorskiej.